# Corsocasis cryptosema
Corsocasis cryptosema is een vlinder uit de familie van de gevorkte motten (Schreckensteiniidae). De wetenschappelijke naam van de soort is voor het eerst geldig gepubliceerd in 1929 door Meyrick.